# Familjecentral
Familjecentral är en samlad verksamhet med syfte att ge stöd åt föräldrar och barn - mödrahälsovård, barnhälsovård, öppen förskola och socialtjänst.
På en familjecentral samverkar ofta flera olika yrkeskategorier för att stödja barnfamiljen. Det kan vara barnmorskor, sjuksköterskor, förskollärare, barnskötare, socialsekreterare, tandhygienister, läkare och psykologer, med det kan också finnas t.ex. bibliotekarier, familjerådgivare, fritidsledare och konsumentvägledare. Ibland finns även resurser från frivilligsektorn representerade på familjecentralen.  
Ofta står kommun och landsting som huvudmän för denna tvärfackliga samverkan.
Begreppet på den samverkan kallas oftast familjecentral, men det förekommer även familjecentrum och familjens hus.
En familjecentral bör vara centralt belägen eftersom tillgängligheten till en mötesplats för de boende i en kommun eller i en stadsdel är en av de centrala idéerna med familjecentralen.  Verksamhetens innehåll kan variera efter behov och önskemål, men målet för verksamheten är att utifrån hela familjens livssituation främja en god hälsa hos barn och föräldrar.
Föreningen för familjecentralers främjande har ställt upp några riktlinjer för en familjecentral.